# 纽约州立法机构
纽约州立法机构（英語：New York State Register）是纽约州政府的官方期刊，其中包含有关拟议法规和规则制定活动的信息。 每周由纽约州国务院管理规则处出版。通用性和永久性法规被编入 New York Codes（NYCRR）.
从中分离出来的The New York State Contract Reporter包含了采购合同机会的通知，并由州经济发展部（与国家城市发展公司合并）发布。

## 参閱
- New York Codes
- Law of New York
- Federal Register
- The City Record